# 1841
Het jaar 1841 is het 41e jaar in de 19e eeuw volgens de christelijke jaartelling.

## Gebeurtenissen
januari
- 8 - In België wordt het duel bij wet verboden.
- 26 - Groot-Brittannië neemt bezit van het eiland Hongkong en kondigt aan hier een handelskolonie te willen stichten. Later dit jaar telt de nieuwe stad al zo'n 7500 inwoners.

februari
- 10 De Union Act verenigt Upper en Lower Canada onder de naam Province of Canada, onderverdeeld in 2 secties: Canada Oost en Canada West.
- 13 - Een uur na het verschijnen van "la Bible de la liberté" door Éliphas Lévi wordt het boek in beslag genomen en in april wordt de schrijver gearresteerd. Hij krijgt acht maanden gevangenisstraf en een boete van 300 Francs.

maart
- 4 - De in Europa woonachtige Amerikaanse schilder John Goffe Rand krijgt in Engeland patent op de verftube.
- 4 - De New Frontier-held William Harrison wordt geïnaugureerd als negende president van de Verenigde Staten.

april
- 4 - William Harrison sterft 31 dagen na zijn inauguratie. Vicepresident John Tyler volgt hem op.
- 12 - Opening van de Staatsopera van Dresden, naar de architect meestal de Semperoper genoemd.

juli
- 14- Ida Fourier opent de psychiatrische instelling Sancta Maria in Sint-Truiden.

augustus
- 30 - Robert Peel wordt opnieuw eerste minister van het Verenigd Koninkrijk.

september
- 19 - Stichting van de Académie royale de médecine de Belgique met J. F. Vleminckx als eerste voorzitter.

oktober
- 2 - Honoré de Balzac ondertekent het contract voor het uitgeven van zijn verzameld werk onder de titel van La Comédie humaine.
- 2 - Florestan I volgt zijn overleden broer Honorius V op als vorst van Monaco
- 5 - In Nederland treedt de Krankzinnigenwet in werking. Deze is opgesteld volgens de inzichten van de Utrechtse hoogleraar Schröder van der Kolk en regelt de voorwaarden voor opname in en ontslag uit krankzinnigengestichten. In deze inrichtingen, die in plaats komen van de dolhuizen, moet een minimaal aantal artsen zijn. Het patiëntental is ook aan een maximum gebonden.
- 23 en 24 - Het Taalcongres wordt gehouden. In Gent leggen 42 Vlaamse taal- en letterkundigen de basis voor een veralgemening van de spelling van het Nederlands in België, de officiële goedkeuring van de zogeheten Willems-spelling. Dit taalcongres wordt ook vaak geciteerd als de start van de Vlaamse Beweging.

zonder datum
- Heinrich Hoffmann von Fallersleben schrijft op het eiland Helgoland de tekst van het Deutschlandlied.
- De Algemeen Synode van de Nederlandse Hervormde Kerk zet dominee L.G.C. Ledeboer uit het ambt en ontstaan de ledeboeriaanse gemeenten.
- De spoorbrug over het Spaarne komt gereed. Deze eerste draaibrug maakt het mogelijk om de spoorlijn Amsterdam - Haarlem door te trekken naar Leiden.

## Muziek
- Robert Schumann componeert zijn symfonie nr 1, de "Frühlingssymphonie" Opus 38
- Adolphe Adam schrijft het ballet Giselle
- 19 november: Efterklange af Ossian van Niels Gade is voor het eerst te horen.

## Beeldende kunst

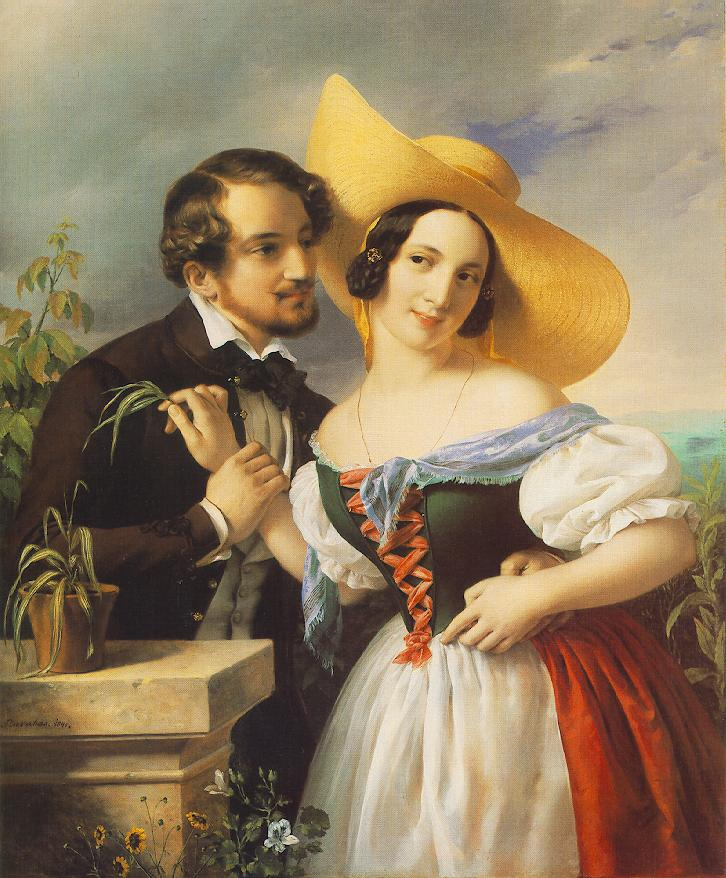
Flirtation, Miklós Barabás (1841), Hungarian National Gallery

## Bouwkunst

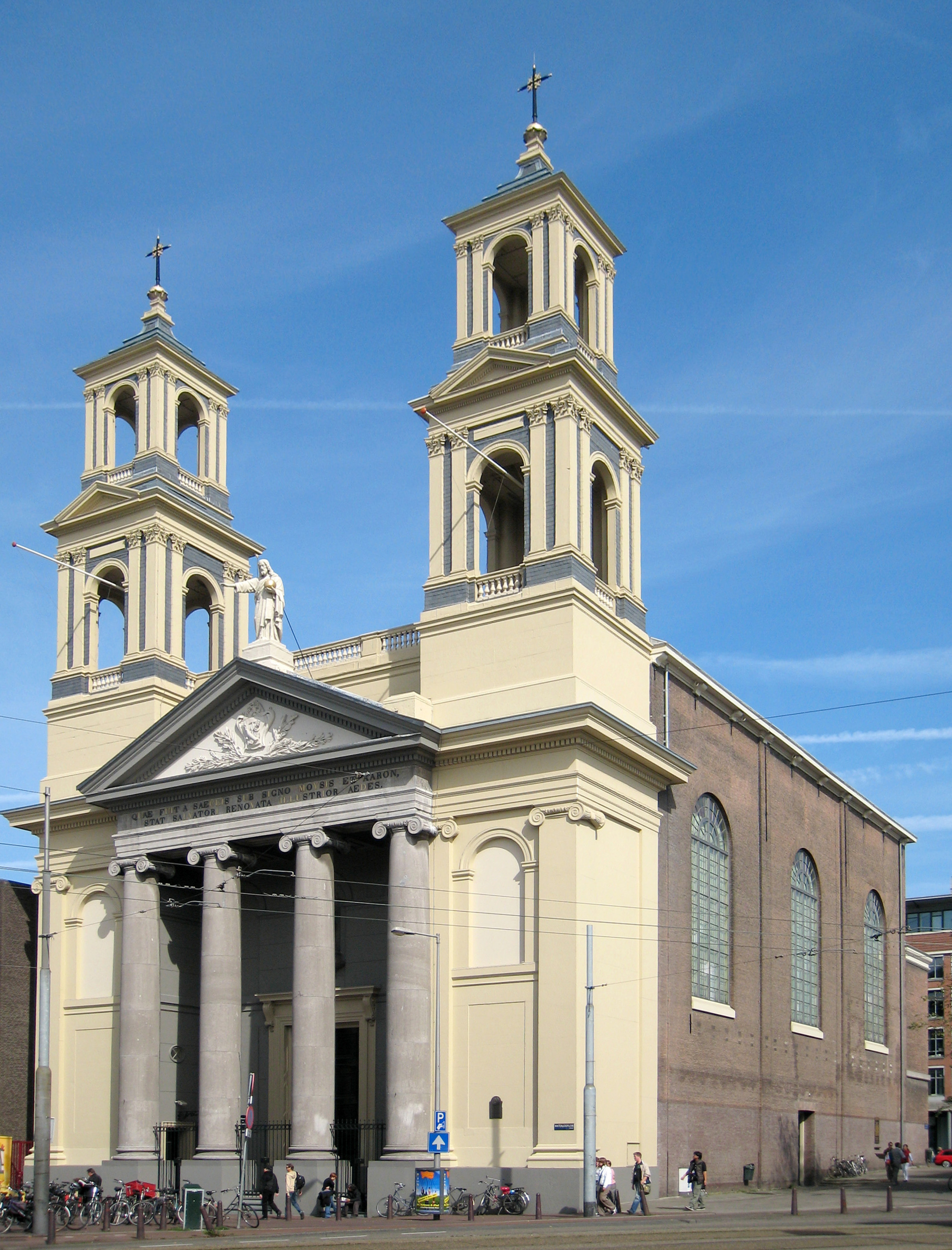
Mozes en Aaronkerk, Amsterdam (1841) Tieleman Franciscus Suys

## Geboren
januari
- 14 - Berthe Morisot, Frans impressionistisch kunstschilderes (overleden 1895)
- 15 - Thorvald Lammers, Noors zanger en componist (overleden 1922)
- 30 - Félix Faure, Frans politicus; president 1895-1899 (overleden 1899)

februari
- 12 - Gijsbert van Tienhoven, Nederlands politicus en bestuurder; premier 1891-1894 (overleden 1914)
- 25 - Pierre-Auguste Renoir, Frans impressionistisch kunstschilder (overleden 1919)

maart
- 11 - Benedetto Menni, Italiaans priester, monnik en ordestichter (overleden 1914)
- 20 - Mutien-Marie Wiaux, Belgisch monnik en heilige (overleden 1917)

mei
- 8 - Franz Schmid, Boheems componist en dirigent (overleden 1921)
- 28 - Marie de Jésus Deluil-Martiny, Belgisch/Frans ordestichtster en zalige (overleden 1884)

juni
- 7 - Antonio Pacinotti, Italiaans natuurkundige (overleden 1912)

juli
- 16 - Nikolai von Glehn, Duits-Baltisch grootgrondbezitter en architect (overleden 1923)

augustus
- 19 - Luis Yangco, Filipijns ondernemer (overleden 1907)

september
- 8 - Antonín Dvořák, Tsjechisch componist (overleden 1904)
- 13 - Jan Leonardus Moortgat, Belgisch ondernemer (overleden 1920)
- Precieze datum onbekend - Annie Chapman, tweede canonieke slachtoffer Jack the Ripper (overleden 1888)

oktober
- 5 - Philipp Mainländer, Duits dichter en filosoof (overleden 1876)
- 16 - Alfons Janssens, Belgisch politicus voor de Katholieke Partij (overleden 1906)

november
- 16 - Jules Violle, Frans natuurkundige (overleden 1923)
- 20 - Victor D'Hondt, Belgisch jurist (overleden 1901)

december
- 8 - Petronella ("Opoe") Herfst, Nederlands honderdplusser; vanaf 1946 de oudste inwoner van Nederland (overleden 1948)
- 28 - Evert Margry, Nederlands architect (overleden 1891)

## Overleden
april
- 4 - William Henry Harrison (68), negende president van de Verenigde Staten
- 28 - Petrus Chanel (37), Frans missionaris en heilige

juli
- 27 - Michail Lermontov (26), Russisch auteur

september
- 21 - John Murphy (55?), Amerikaans politicus

oktober
- 9 - Karl Friedrich Schinkel (60), Duits architect

november
- 12 - Abraham Meere (80?), Nederlands orgelbouwer

## Weerextremen in België
- 5 februari: laagste etmaalgemiddelde temperatuur ooit op deze dag: -8.8 °C.
- 14 juni: laagste etmaalgemiddelde temperatuur ooit op deze dag: 8,4 °C.
- 30 juli: laagste etmaalgemiddelde temperatuur ooit op deze dag: 12 °C.
- juli: juli met laagste gemiddelde temperatuur: 13,5 °C (normaal 17,1 °C).
- 1 augustus: laagste etmaalgemiddelde temperatuur ooit op deze dag: 12,2 °C.
- zomer: zomer met laagste gemiddelde temperatuur: 13,9 °C (normaal 17,0 °C).
- oktober: Oktober met hoogste luchtdruk: 1025,2 hPa (normaal 1015,3 hPa).
- 30 november: hoogste etmaalgemiddelde temperatuur ooit op deze dag: 12,6 °C.

Bron: KMI Gegevens Ukkel 1901-2003  met aanvullingen 